# Amnesia (film 1994)
Amnesia è un film del 1994 diretto da Gonzalo Justiniano.